# Batalla de Pokrovsk
La batalla de Pokrovsk es una operación militar en curso en la invasión rusa de Ucrania por parte de las Fuerzas Armadas de Rusia con el objetivo de capturar la ciudad estratégica de Pokrovsk en la parte del óblast de Donetsk aún bajo soberanía ucraniana. Los combates comenzaron con el avance ruso y la posterior captura de Prohres el 18 y 19 de julio, un punto de inflexión para la ofensiva rusa al noroeste de Avdíivka después de la captura de esta última en febrero de 2024, y ha tenido lugar en numerosos asentamientos al este de Pokrovsk en el raión de Pokrovsk.

## Antecedentes
Tras el éxito ruso en la batalla de Avdíivka, sus fuerzas avanzaron significativamente al norte y noroeste de la ciudad para formar un saliente en los meses siguientes. El éxito en la batalla de Ocheretyne, librada por una ciudad al noroeste de Avdíivka, condujo a más avances en los meses previos a julio de 2024.

## Ofensiva

### Avances tempranos (18-31 de julio)

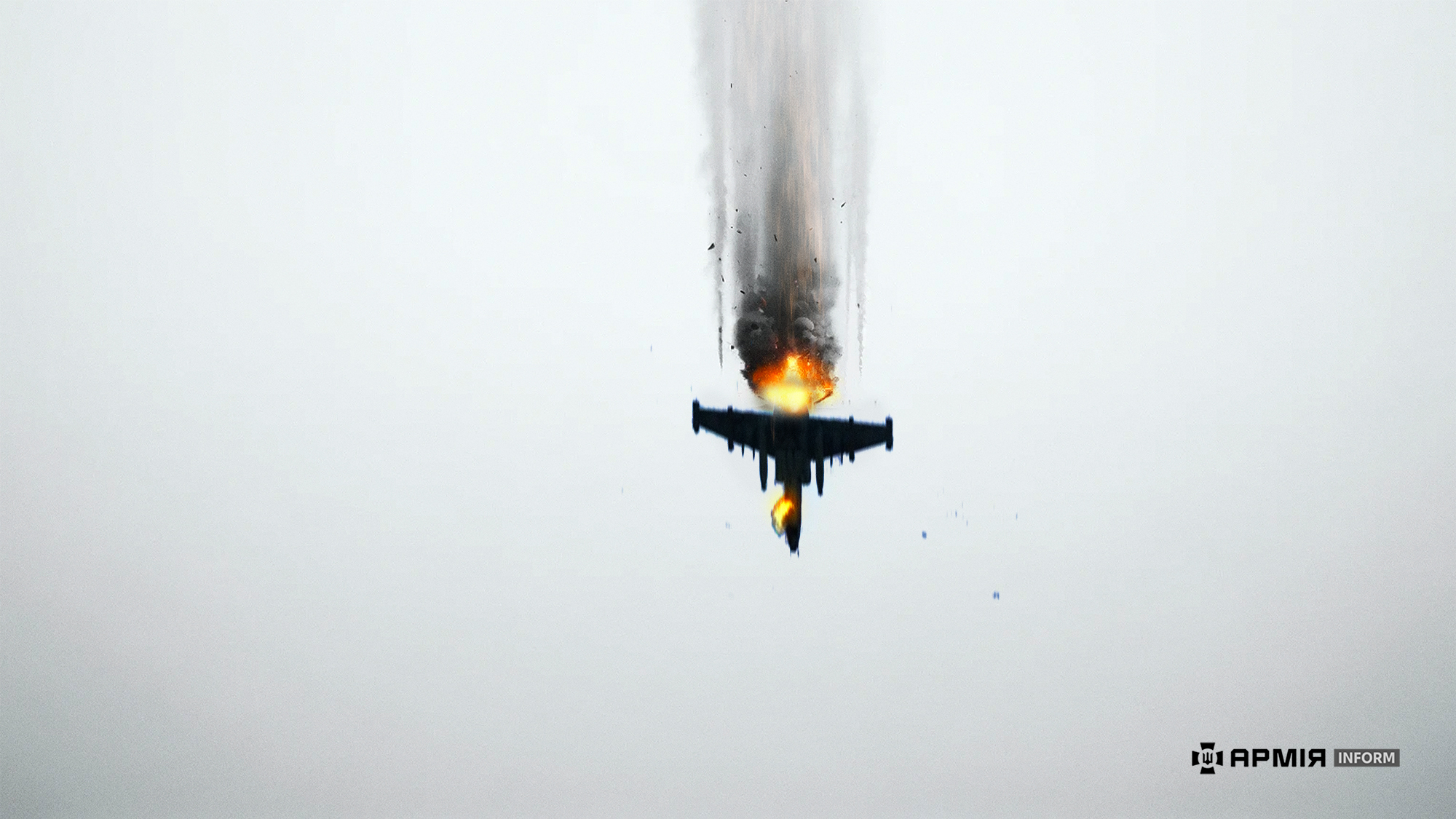
Derribo de un Sukhoi Su-25 ruso por el ejército ucraniano en Pokrovsk

El 17 de julio de 2024, comenzaron los combates en Prohres, un pueblo en el centro del óblast de Donetsk, y las fuerzas rusas entraron en él al día siguiente, en su primer avance importante directamente hacia la ciudad de Pokrovsk. El 19 de julio, Prohres fue capturado por Rusia en un enfrentamiento que, según se informa, duró solo 48 horas. El avance, supuestamente causado por fuertes ataques aéreos que llevaron al colapso y posterior retirada de las brigadas mecanizadas 110 y 47, permitió avances rápidos a lo largo de una línea de frente previamente estable. Dos días antes, las fuerzas rusas habían avanzado, según se informa, hasta el asentamiento de Lozuvatske, al norte de Prohres, y comenzaron a disputarlo. DeepStateMap.Live mostró el mismo día un avance ruso para ocupar la mayor parte de la aldea; el 20 de julio, las tropas rusas comenzaron a rodear el área entre las dos aldeas y, según algunas fuentes, rodearon varias compañías ucranianas el 24 de julio, que según Forbes eran "potencialmente cientos de soldados ucranianos" de dos batallones de la 31.ª Brigada Mecanizada. Estos soldados, según David Axe, sin embargo lograron escapar del cerco alrededor del 26 de julio con la ayuda de artillería coordinada y ataques con drones. Forbes informó además que la 47.ª Brigada perdió dos tanques M1 Abrams durante el enfrentamiento alrededor de Prohres y que las fuerzas ucranianas habían sufrido muchas bajas. 
El 25 de julio, Rusia comenzó a avanzar al oeste de Prohres a lo largo de un ferrocarril hacia Vesele. A esto le siguió la captura de Lozuvatske alrededor del 26 de julio, Vovche alrededor del 27 de julio, y Novoselivka Persha, al sureste de Prohres, alrededor del 29 de julio. Los avances rusos después de la captura de Prohres y la situación "tensa y difícil" al este de Pokrovsk se atribuyeron a la falta de mano de obra y equipo ucranianos, entrenamiento deficiente y moral disminuida.

### Avance hacia Hrodivka y Novohrodivka (1 de agosto - presente)

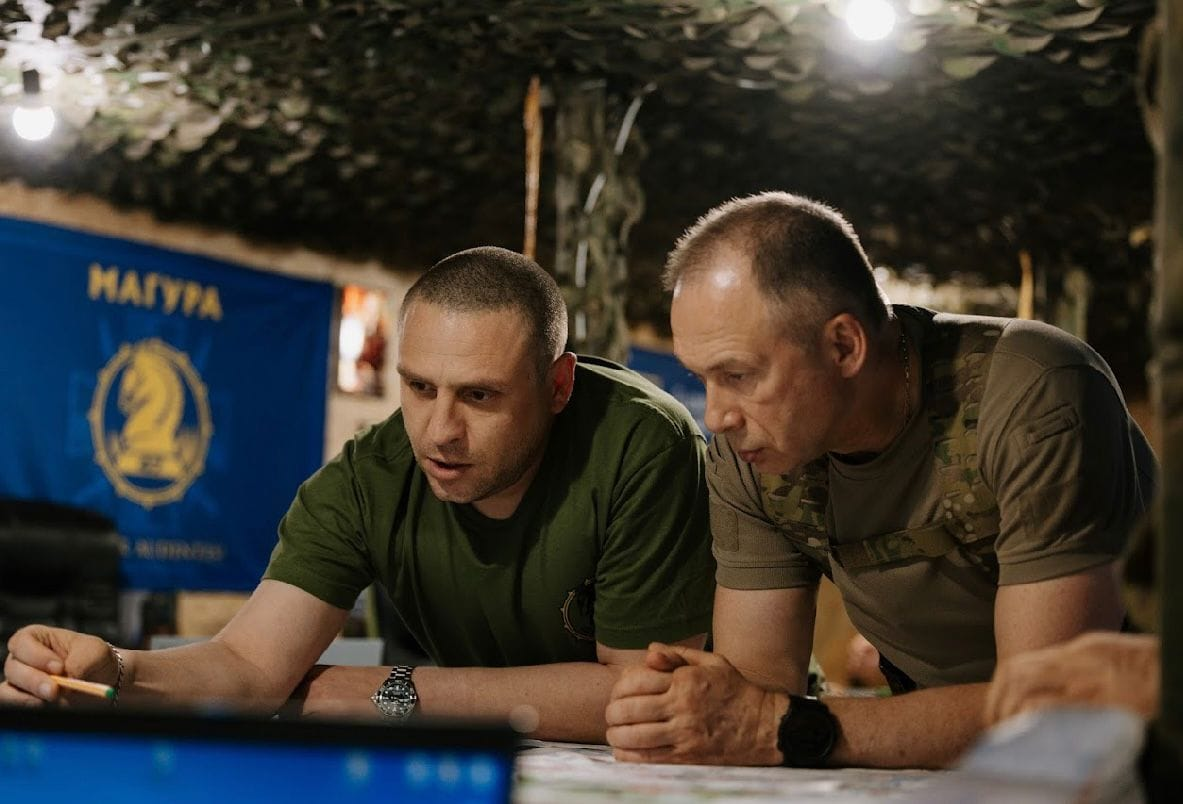
Oleksandr Syrskyi revisando el frente de Pokrovsk

El 1 de agosto, las fuerzas rusas entraron en las afueras de Zhelanne e Ivanivka, y entre el 1 y el 4 de agosto capturaron Vesele. Los blogueros militares rusos también afirmaron que hubo más avances en Ivanivka el mismo día. Los combates continuaron en el sector el 5 y el 6 de agosto, y el aumento de la tasa de avances rusos, según el comandante en jefe ucraniano Oleksander Syrskyi, hizo que el frente fuera el más activo en toda la línea del frente a principios de agosto como principal objetivo ofensivo de Rusia. Rusia capturó Serhiivka el 7 de agosto y comenzó a avanzar hacia la ciudad de Jródivka, cuya captura permitiría ataques de artillería en el propio Pokrovsk. El 9 de agosto, el Ministerio de Defensa del Reino Unido informó que Pokrovsk se encontraba a sólo 16 kilómetros de la línea del frente.
En medio de la incursión de Ucrania en el óblast de Kursk de Rusia, los combates cerca de Pokrovsk aumentaron alrededor del 13 de agosto, con un aumento informado a 52 batallas en un día en el área, más de un tercio de todos los enfrentamientos en la línea del frente; un representante de la 110.ª Brigada Mecanizada declaró que la situación cerca de Pokrovsk se había deteriorado desde la incursión de Ucrania, atribuida a la escasez de municiones y a los continuos esfuerzos ofensivos rusos. El 13 de agosto, Rusia entró en Jródivka y alineó la línea del frente con el río Kazennyi Torets en el norte, en el proceso capturando Ivanivka, Lysychne y Svyrdonivka. Un funcionario ucraniano dijo a la Agence France-Presse que la incursión en Kursk tuvo poco efecto en los combates en el este, pero que la "intensidad de los ataques rusos" había disminuido ligeramente durante el fin de semana. Un teniente ucraniano corroboró el informe de los combates en Jródivka, y dijo que "todo es muy sombrío en el frente de Pokrovsk", mientras que otro soldado ucraniano dijo que las fuerzas rusas recibieron órdenes de apoderarse de Mirnogrado, una ciudad al este de Pokrovsk. El 14 de agosto, Rusia continuó avanzando, tomando Zhelanne, al sureste de Jródivka, y en dirección a Novojródivka, tomando Orlivka y, según se informa, entrando en Mikoláivka y Zhuravka. El 15 de agosto, se informó de que Ucrania estaba retirando fuerzas de reserva para prepararse para defender Pokrovsk.
También el 15 de agosto, Serhii Dobriak, el jefe de la Administración Militar de la Ciudad de Pokrovsk, informó que las fuerzas rusas estaban a solo 10 kilómetros (6,2 millas) de la ciudad, diciendo que Rusia estaba "casi cerca de nuestra comunidad", e instó a todos los ciudadanos a evacuar. El mismo día, un soldado ucraniano informó que las fuerzas rusas tenían una ventaja de 10-1 sobre Ucrania al este de Pokrovsk en términos de infantería y estaban realizando asaltos implacablemente a posiciones ucranianas durante todo el día, mientras que el Instituto para el Estudio de la Guerra declaró que Rusia estaba priorizando los avances hacia Pokrovsk. El 16 de agosto, funcionarios de los Estados Unidos informaron que Rusia solo había retirado un número limitado de unidades del este de Ucrania al óblast de Kursk, mientras que los soldados ucranianos dijeron que los ataques rusos en dirección a Pokrovsk no habían disminuido después de la incursión. El mismo día, un oficial ucraniano informó que Rusia estaba intentando tomar por asalto Novojródivka, mientras los residentes de Selídove, Mirnogrado y Novojródivka continuaban evacuando. El 17 de agosto, Rusia supuestamente capturó Mikoláivka, entró en Novozhelanne y avanzó en los campos al este de Zhelanne. Un edificio alto en Mirnogrado fue atacado por bombardeos rusos. Fuentes rusas afirmaron además la captura completa de Novozhelanne y avances hacia Novojródivka y en dirección a Krutyi Yar a través de Zhuravka.
Las fuerzas rusas se trasladaron al sur de Zhelanne para ocupar Novozhelanne y Zavitne alrededor del 18 de agosto, lo que fue confirmado por un soldado que izó la bandera rusa en el sur de los dos asentamientos. El 19 de agosto, los civiles continuaron evacuando Pokrovsk y los asentamientos circundantes, mientras que el jefe de la ciudad, Serhii Dobriak, anunció que las familias con niños se verían obligadas a evacuar Pokrovsk debido a los continuos avances rusos a partir del 20 de agosto, y tendrían como máximo dos semanas para irse, mientras que los de Mirnogrado tendrían solo unos días. Dobriak dijo además que los servicios públicos "se irían reduciendo gradualmente" en una semana en Pokrovsk. Rusia avanzó el 18 y 19 de agosto para capturar por completo Zhuravka y controlar todo el territorio al este del río Vovcha en el área, capturando Mezhove y Skuchne en el proceso. Rusia continuó atacando Novojródivka y otros asentamientos al este de Pokrovsk; el analista militar Franz-Stefan Gady dijo que Rusia probablemente estaba "atacando la última línea defensiva adecuada fuera de la ciudad fuera de Pokrovsk".

## Análisis estratégico

### Valor militar
Pokrovsk ha sido descrita como una ciudad de importancia estratégica debido a su papel como centro de suministro; se erige como la intersección de dos autopistas de suministro, una de las cuales conduce a ciudades clave del interior del óblast de Donetsk, incluidas Chasiv Yar y Kostantínovka. Si Rusia la captura, Pokrovsk sería el asentamiento más poblado tomado desde Bajmut en 2023.

### Valor económico
Pokrovsk cuenta con la mayor mina de carbón de Europa oriental, con sus principales pozos en Udachne, Kotlyne y Pishchane, y de la cual depende la industria siderúrgica de la cuenca del Donets.